# Shinsuke Tayama
Shinsuke Tayama (jap. 田山 真輔, Tayama Shinsuke; * 18. Oktober 1982 in Fujinomiya) ist ein japanischer Skeletonpilot.
Shinsuke Tayama begann 2001 mit dem Skeletonsport, seit 2006 gehört er dem Nationalkader seines Heimatlandes an. Seine ersten internationalen Rennen fuhr der Japaner im November 2004 im Rahmen des Skeleton-America’s-Cup in Calgary und wurde 22. und 26. Bei der Winter-Universiade 2005 in Igls verpasste er als Viertplatzierter knapp eine Medaille und konnte dabei Athleten wie Chris Type, Alexander Mutowin und Frank Rommel hinter sich lassen. Bei den Juniorenweltmeisterschaften nur wenig später kam er auf Rang 14. Ein Jahr später wurde Tayama bei der Junioren-WM in Igls 15. Im Januar 2007 debütierte der Japaner als 17. in Nagano im Skeleton-Weltcup. Weiteren Rennen folgten, doch sollte es seine bis heute beste Platzierung in dieser Wettkampfserie bleiben. International nachhaltig auf sich aufmerksam machte Tayama erstmals, als er beim Rennen des Skeleton-Europacups 2007/08 in Cesana Torinese hinter Sergej Smirnow Zweiter wurde. Seit 2008 startet der Japaner im Skeleton-Intercontinentalcup, wo Rang sechs in Calgary im Januar 2008 bislang bestes Resultat war. Bei den Japanischen Meisterschaften wurde er 2007 hinter Kazuhiro Koshi Vizemeister.
2010 gehörte er neben Kazuhiro Koshi und Nozomi Komuro zur Skeleton- und Bobsport-Auswahl Japans bei den Olympischen Winterspielen 2010 in Vancouver mit Masaru Inada als Coach.